# Montrieux-en-Sologne
Montrieux-en-Sologne – miejscowość i gmina we Francji, w Regionie Centralnym, w departamencie Loir-et-Cher.
Według danych na rok 1999 gminę zamieszkiwały 524 osoby, a gęstość zaludnienia wynosiła 15 osób/km² (wśród 1842 gmin Centre, Montrieux-en-Sologne plasuje się na 710. miejscu pod względem liczby ludności, natomiast pod względem powierzchni na miejscu 237.).